# Catedral de San Marcos (Makarska)
La Catedral de San Marcos El Evangelista o simplemente Catedral de Makarska (en croata: Katedrala sv. Marka) es una iglesia barroca de la arquidiócesis de Split-Makarska. Se encuentra ubicada en el centro de la ciudad de Makarska, Croacia, en la plaza Kacic Miosic. Fue catedral de la diócesis de Macarsca hasta 1969 cuando fue suprimida.
La concatedral fue construida en el estilo barroco. La construcción de la Concatedral, oficialmente la catedral del obispo de Makarska, comenzó en 1700 por iniciativa del obispo Nicolás Makarska Bijanković, pero nunca fue completamente terminada. En 1756, la cocatedral fue consagrada por el obispo de Makarska Stjepan Blaskovic.